# Psicopatología psicoanalítica
La psicopatología psicoanalítica es una serie de concepciones nosológicas, nosográficas, semiológicas, etiológicas y patogénicas que constituyen un saber sobre el malestar subjetivo.
La base de este saber es la metapsicología freudiana. A ella se han agregado las aportaciones ahora clásicas de psicoanalistas como Anna Freud, Melanie Klein, Jacques Lacan, André Green, Otto Kernberg y Jean Bergeret, así como las más recientes de Jacques-Alain Miller, François Sauvagnat, Jean-Claude Maleval y Fabián Schejtman, entre otros.

## Generalidades
Al parecer, la expresión "psicopatología psicoanalítica" fue usada por vez primera en 1930 por el pintor y psicoanalista francés Jean Frois-Wittmann.
Esta disciplina constituye un punto de referencia para la práctica de numerosos psicoanalistas, psiquiatras y psicólogos clínicos. Determinar la posición de un sujeto con relación a sus coordenadas psicopatológicas es útil, en efecto, para elegir la estrategia terapéutica de dirección del tratamiento.
El enfoque de la psicopatología psicoanalítica es a menudo estructural, lo que significa que la génesis de las perturbaciones mentales se desarrolla siguiendo ciertas líneas de fuerza que configuran las llamadas estructuras clínicas (neurosis, psicosis, perversión, autismo). Algunos psicoanalistas, no obstante, prefieren hablar en términos de "organización de la personalidad", de "estados" o de "fases".

## Bases freudianas[2]
La psicopatología fue una temática que ocupó el espíritu de Freud desde sus primeros escritos psicoanalíticos, siendo su eje fundamental la conceptualización y la problematización de las neurosis (enfermedades nerviosas). Se distinguen generalmente tres etapas en el proceso de construcción de la psicopatología freudiana : una primera sistematización establecida entre 1894 y 1900, una segunda sistematización que va de 1900 a 1920, y una serie de elaboraciones postreras que se extienden desde 1920 hasta la muerte de Freud.

## Primera sistematización (1894-1900)
Durante este período, Freud partió de la hipótesis de la neurosis mixta, según la cual los síntomas neuróticos que los pacientes presentan en un determinado momento no pertenecen a una sola forma de enfermedad nerviosa, sino que son el resultado de una mezcla de cuadros clínicos heterogéneos. La labor del clínico, como condición para proponer el tratamiento más adecuado, es delimitar los cuadros clínicos en juego y sus causas respectivas.
La sistematización de su experiencia germinal permitió a Freud establecer dos grandes géneros de afecciones neuróticas :
- Las neurosis actuales o neurosis simples, que no responden a ningún mecanismo psíquico por cuanto su causa es la alteración de la vida sexual del enfermo en el presente. La neurastenia y la neurosis de angustia pertenecen a esta categoría de padecimientos.
- Las neuropsicosis de defensa o neurosis de defensa, cuya causa son ciertos acontecimientos sexuales infantiles, a tal punto inconciliables con el resto de la vida mental del paciente, que un mecanismo psíquico (la represión) ha debido entrar en juego para afrontarlos. Hay dos subgrupos en esta categoría de afecciones : el de las psico-neurosis (histeria y neurosis de obsesiones) y el de las psicosis de defensa (confusión alucinatoria aguda y paranoia crónica).

## Segunda sistematización (1900-1920)
Durante esta etapa, Freud continuó desarrollando las bases psicopatológicas adquiridas previamente, no sin realizar nuevas puntualizaciones diferenciales. Las formulaciones de la metapsicología freudiana imprimieron su huella en esta segunda sistematización, que llegaría a ser una verdadera doctrina psicoanalítica de las neurosis. La idea fundamental es, de nueva cuenta, la distinción de las afecciones neuróticas en dos grandes géneros mórbidos, que obedecen a causas diversas:
- Las neurosis actuales, simples o comunes (neurastenia y neurosis de angustia), definidas por los rasgos enunciados en la primera sistematización. A éstos se añade la ausencia de un sentido de los síntomas del enfermo.
- Las psiconeurosis, cuyos síntomas tienen un sentido que está en relación con las vivencias pasadas del enfermo. Hay dos subgrupos de estas afecciones: el de las neurosis de transferencia (histeria de conversión, histeria de angustia y neurosis obsesiva) y el de las neurosis narcisistas (paranoia, esquizofrenia y melancolía). La diferencia entre ambos subgrupos se da en términos metapsicológicos: en el primero la libido del paciente está volcada hacia los objetos; en el segundo, hacia el yo del enfermo.

Un lugar especial aparece asignado a las perversiones (homosexualidad, fetichismo, sadismo, masoquismo, voyeurismo, exhibicionismo) en estas puntualizaciones diferenciales. En efecto, aunque ellas habían sido consideradas por Freud desde sus textos de 1895, es solamente en este segundo período que él las comparará con las psiconeurosis en lo que respecta a sus causas. Grosso modo, tanto las perversiones como las psiconeurosis dependen de la existencia de un factor predisponente (fijación libidinal) que se activa por el encuentro con un factor accidental (frustración de los deseos sexuales del individuo). Un tercer factor, la represión, que está presente en las psiconeurosis pero ausente en las perversiones, da la nota diferencial entre ambas categorías.

## Últimas elaboraciones (1920-1939)
A partir del llamado « giro de 1920 », con la introducción de la pulsión de muerte, la segunda tópica del aparato psíquico y la teoría de la angustia, Freud inició una serie de profundizaciones psicopatológicas que quedarían inconclusas al momento de su desaparición. He aquí las principales :
- Las neurosis actuales (neurastenia y neurosis de angustia), cuyas causas puramente somáticas quedaron bien establecidas desde la primera sistematización freudiana, producen angustia en el enfermo de modo automático.
- Las psiconeurosis, causadas por procesos psíquicos otrora transcurridos (que tienen sobre todo que ver con el complejo de Edipo y el complejo de castración), intentarían ligar la angustia automática de las neurosis actuales mediante la producción de un síntoma psíquico. Tres subgrupos de psiconeurosis se configuran según la localización del conflicto psíquico: en el subgrupo de las neurosis de transferencia (o neurosis, a secas: histeria y neurosis obsesiva) el conflicto es entre el yo y el ello ; en el subgrupo de las psicosis (esquizofrenia, paranoia y confusión alucinatoria aguda), entre el yo y el mundo exterior ; en el subgrupo de las neurosis narcisistas (melancolía), entre el yo y el superyó. Si la represión es el mecanismo defensivo ante el conflicto en el caso de las neurosis de transferencia, Freud ve la necesidad de plantear un mecanismo análogo, más radical, para las psicosis, pero sin llegar a definirlo de manera conclusiva.
- Las perversiones fueron objeto de precisiones mayores en este período. De entrada, Freud matizó su concepción de la homosexualidad hasta declarar que ella merece apenas el nombre de perversión. En cambio, el fetichismo fue elevado a la categoría de paradigma explicativo de las perversiones, que se caracterizarían por el uso del mecanismo de desmentida.

## Contribuciones post-freudianas
Desde los años treinta del siglo XX, otros autores comenzaron a realizar aportaciones importantes a la psicopatología psicoanalítica, con la intención de complementar o de corregir incluso las bases establecidas por Freud.

## Anna Freud
Hija de Freud cuya contribución más relevante fue la caracterización de numerosos mecanismos de defensa que actúan de manera inconsciente en la vida psíquica del individuo.

## Melanie Klein
Aportó la caracterización de dos “posiciones” precoces del desarrollo psíquico que anclan los fenómenos psicopatológicos después presentes en las psicosis (fijación en la posición esquizo-paranoide) y en las neurosis (fijación en la posición depresiva).

## Jacques Lacan
Antes de su famoso “retorno a Freud” de 1953, sostuvo una psicopatología híbrida, basada en el nivel de desarrollo de la personalidad del enfermo. Así, las psicosis advendrían en sujetos en que la formación de la personalidad está inacabada ; mientras que las neurosis se darían en sujetos con personalidad ya finalizada. Un lugar especial ocuparía la entidad conocida como “paranoia de autopunición” (justamente el gran descubrimiento de la tesis doctoral de Lacan en psiquiatría): ella coincide propiamente con el momento de terminación de la personalidad.

## André Green
Al lado de las estructuras clínicas freudianas, que se verían muy poco en la realidad clínica de mediados del siglo XX, Green consideraba fundamental hablar de “estados” (menos permanentes y más inestables que las estructuras). Entre ellos, ocuparían un lugar fundamental los estados-límite.

## Otto Kernberg
Es el gran teórico estadounidense de los casos “fronterizos” entre la neurosis y la psicosis, que dependerían de una estructura de personalidad “borderline”.

## Jean Bergeret
Fue el gran teórico francés de los estados-límite. A diferencia de Kernberg, Bergeret consideraba los casos borderline no como dependientes de una particular estructura de personalidad, sino de a-estructuraciones de la personalidad (es decir, de acomodamientos de ésta que luchan en permanencia contra la descompensación sintomática).

## Perspectiva lacaniana[10]
El “retorno a Freud” de Jacques Lacan trajo consigo la ruptura del psicoanalista francés con la concepción post-freudiana de la psicopatología que él venía sosteniendo hasta antes de 1953. Comenzó entonces una serie de re-traducciones de la psicopatología de Freud en los términos de su perspectiva propia, precisando numerosos operadores teóricos a medida que su enseñanza avanzaba.

## Aportaciones de Lacan
Es Lacan quien coloca de manera clara y en pie de igualdad los tres grupos de afecciones psíquicas a las que Freud se había referido: las neurosis, las psicosis y las perversiones. Este tríptico será revestido con la noción de “estructura”, omnipresente en la obra del psicoanalista francés, y que se refiere inicialmente a la posición que el individuo toma entrando en el lenguaje.

### Aportaciones fundamentales (1953-1972)
- Estructura neurótica.- Está determinada por la represión, cuando en un sujeto ha operado el significante del Nombre-del-Padre. Inicialmente, Lacan señalaba el complejo de castración como lo que es reprimido originariamente en el neurótico; posteriormente, él entendería la represión originaria como el momento mítico en que la cadena discursiva comienza a funcionar en el sujeto gracias a la diferenciación de posiciones entre significante unario (S1) y significante binario (S2). Para Lacan, los tipos clínicos que pertenecen a la estructura neurótica son la histeria y la neurosis obsesiva.
- Estructura psicótica.- Está determinada por la forclusión del significante del Nombre-del-Padre, que debería haber venido a instaurar la legalidad simbólica en la cadena significante (despegando, por ejemplo, el significante unario y el binario). Consubstancial a esta forclusión es la elisión del falo simbólico, la cual afecta el sentimiento de vida del sujeto. Todo ello se traduce en numerosos fenómenos elementales, entre los que la alucinación y el delirio han siempre ocupado un lugar central. Para Lacan, los tipos clínicos de la psicosis son la paranoia, la esquizofrenia y la melancolía.
- Estructura perversa.- Está determinado por la desmentida de la castración. Aunque en el sujeto perverso ha operado el significante del Nombre-del-Padre, el Falo aparece localizado en el registro Real, bajo la forma del fetiche. Clínicamente, esta estructura se manifiesta en el pasaje al acto perverso. Sobre todo a partir del Seminario 16, Lacan subrayará el empeño del sujeto perverso en tapar la castración del Otro mediante la restitución imaginaria del objeto a. Para Lacan, las variedades de la estructura perversa son: fetichismo, sadismo, masoquismo, exhibicionismo y voyeurismo.

### Últimas elaboraciones (1972-1981)
Aunque la enseñanza de Lacan hizo desde temprano y de manera continuada un uso particular de las nociones de la topología, dicha utilización llegó a la médula de la psicopatología en los últimos años de su seminario. Sus elaboraciones no alcanzaron, sin embargo, un nivel de sistematización que excluya una multitud de interpretaciones bastante heterogéneas.
De manera general, se puede decir que la topología de nudos implica que los tres registros (Real, Simbólico e Imaginario) pueden anudarse de manera borromea o no-borromea. El anudamiento borromeo correspondería a la estructura neurótica, mientras que la estructura psicótica dependería de un anudamiento no-borromeo (que sería el equivalente de la forclusión del Nombre-del-Padre).
Uno de los conceptos más importantes para la psicopatología que Lacan construyó en estos últimos años es el de “sinthome” (homófono, en francés, del vocablo síntoma): se trata de un cuarto elemento que vendría a re-anudar los tres registros cuando ha ocurrido un “lapsus del nudo”. Su efecto sería clínicamente localizable en las suplencias del Nombre-del-Padre que algunos sujetos psicóticos llegan a edificar.

## Aportaciones de psicoanalistas lacanianos
La brecha abierta por Lacan en el terreno de la psicopatología ha sido proseguida por algunos de sus discípulos más eminentes, con la intención de prolongar sobre todo las últimas elaboraciones del maestro.

### Jacques-Alain Miller
Impulsó inicialmente la creación de un programa lacaniano de investigación sobre las estructuras clínicas entre los psicoanalistas del Campo Freudiano. Es el creador de las nociones de “estructura clínica” y “psicosis ordinaria”.

### François Sauvagnat
Ha contribuido sobre todo a la problematización de los fenómenos elementales de la psicosis y a la caracterización de la estructura perversa-fetichista como distinta de la estructura neurótica y de la estructura psicótica.

### Jean-Claude Maleval
Destacan sus contribuciones a la caracterización de la “estructura autística” como cuarta posición posible por la que un sujeto se define en su relación al lenguaje. Asimismo, ha contribuido a la apreciación clínica de los diferentes signos discretos que indican una estructura psicótica en sujetos que no presentan los fenómenos «ruidosos» de las psicosis en sentido psiquiátrico (las llamadas “psicosis ordinarias”).

### Fabián Schejtman
Propone la formalización topológica de la psicopatología psicoanalítica a partir de la problematización del concepto lacaniano de “sinthome”.

## Psicoanálisis y psicopatologías operacionalizadas[2]
La psicopatología "mainstream" de la psiquiatría actual adopta modelos biomédicos que están a la base de sistemas clasificatorios como el DSM de la Asociación Psiquiátrica Estadounidense y la CIE de la Organización Mundial de la Salud. La cercanía de estos sistemas con el enfoque cognitivo-conductual se debe a que todos ellos comparten una misma consigna metodológica: el operacionalismo.
Aunque esta consigna metodológica es ajena al psicoanálisis, la Asociación Psicoanalítica Estadounidense ha intentado integrarla, mediante la creación del llamado Manual de diagnóstico psicoanalítico (PDM). Aunque la primera versión de este instrumento era más bien precavida con respecto al operacionalismo, el PDM-2 puede considerarse plenamente como una nueva psicopatología operacionalizada, que sin tener la envergadura del DSM y sobre todo de la CIE, se suma a ellas.